# Dóczyfürésze
Dóczyfűrésze (1890-ig Pila, szlovákul: Píla, németül: Paulisch Pila) község Szlovákiában, a Besztercebányai kerületben, a Zsarnócai járásban.

## Fekvése
Újbányától 20 km-re, északnyugatra fekszik.

## Nevének eredete
Eredeti neve a szlovák píla (= fűrész) főnévvel azonos. 1890-ben mesterségesen alkotott magyarosított nevét egyenes fordítással kapta, az új előtag a falu egykori birtokosára utal.

## Története
1534-ben említik először, Revistye várának uradalmához tartozott.
Vályi András szerint "PILA. Német falu Bars Vármegyében, földes Ura a’ Religyiói Kintstár, és a’ Kir. Kamara, az előtt az Elefánti Paulinus Atyáknak bírtokok vala harmad része, lakosai katolikusok, fekszik Zsarnótzhoz egy mértföldnyire, határja jól termő, vagyonnyai szépek, második osztálybéli."
Fényes Elek szerint "Pila (Polich), német-tót falu Bars vmegyében, Velkapolához 1 mföld. 1460 kath. lak. Kath. paroch. templom. Nagy kiterjedésü határa sovány, de erdeje, legelője sok. F. u. nagy részt a kamara, azután a religioi kincstár. Ut. p. Selmecz."
Bars vármegye monográfiája szerint "Dóczifűrésze, az újbányai hegycsoport alatt, a Feketepatak mellett fekvő német kisközség, róm. kath. vallású lakosokkal, kiknek száma 1783. Hajdan az elefánti pálosok birtoka volt, később a revistyei vár tartozéka lett és a Dóczyak voltak az urai, ezek után pedig a kincstár, mely itt ma is birtokos. Azelőtt Pjla vagy Pila, németül Polisch volt a neve. Katholikus temploma 1744-ben épült. Postája, távirója és vasúti állomása Zsarnócza."
A trianoni békeszerződésig Bars vármegye Garamszentkereszti járásához tartozott.
1944-ben német lakosságát kitelepítették, helyükre szlovákok jöttek.

## Népessége
| Év:            | 1994. | 2004.    | 2014.   | 2024.   |
| -------------- | ----- | -------- | ------- | ------- |
| Emberek száma: | 175   | 146      | 142     | 130     |
| Eltérés:       |       | -16,57 % | -2,73 % | -8,45 % |

| Év:            | 2023. | 2024.   |
| -------------- | ----- | ------- |
| Emberek száma: | 126   | 130     |
| Eltérés:       |       | +3,17 % |

1891-ben 1683-an lakták.
1910-ben 1857, többségben német lakosa volt, jelentős szlovák kisebbséggel.
2001-ben 165 lakosából 150 szlovák volt.
2011-ben 144 lakosából 125 szlovák.